# Oberbruckendorf (Gemeinde Kappel am Krappfeld)
Oberbruckendorf, früher auch Brückendorf oder Bruckendorf, war eine Ortschaft in der Gemeinde Kappel am Krappfeld im Bezirk St. Veit an der Glan in Kärnten. Die Ortschaft wurde in der zweiten Hälfte des 20. Jahrhunderts verlassen und wird im Ortsverzeichnis von 2021 nicht mehr erwähnt.

## Lage

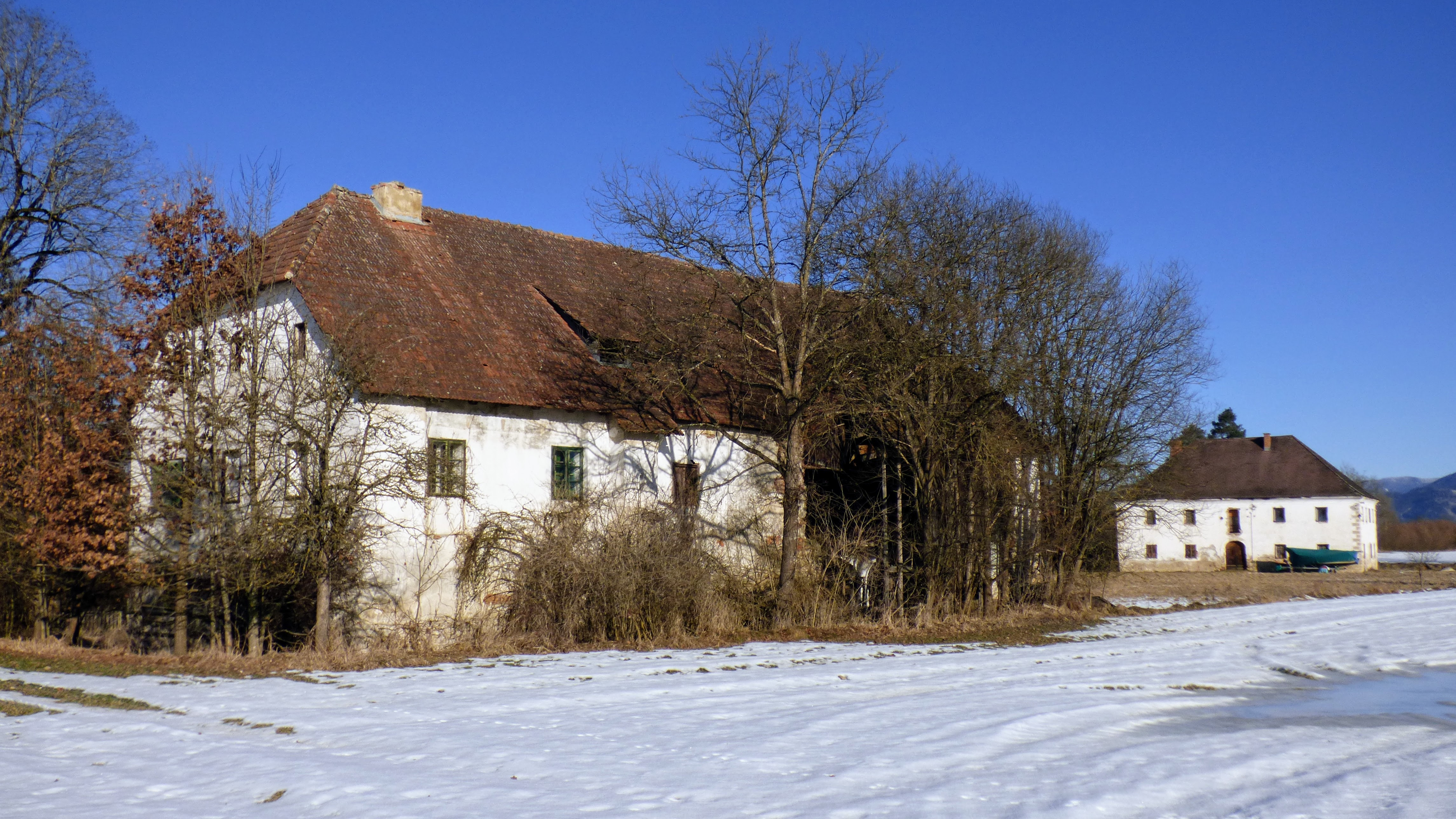
Oberbruckendorf

Die verfallenden Gebäude des Orts liegen im Krappfeld, etwa 3 ½ km südwestlich des Gemeindehauptorts Kappel am Krappfeld, oberhalb des linken (östlichen) Ufers der Gurk. Wie der Ortsname anzeigt, befindet sich hier seit Jahrhunderten ein Übergang über den Fluss. 

## Geschichte
1486 wird Ober Prugkendorff urkundlich erwähnt. Bei Gründung der Ortsgemeinden Mitte des 19. Jahrhunderts kam der Ort an die Gemeinde Krasta, die später in Kappel am Krappfeld umbenannt wurde.

## Bevölkerungsentwicklung
Für die Ortschaft Oberbruckendorf ermittelte man folgende Einwohnerzahlen:
- 1869: 3 Häuser, 13 Einwohner[2]
- 1880: 3 Häuser, 28 Einwohner[3]
- 1890: 2 Häuser, 30 Einwohner[4]
- 1900: 3 Häuser, 27 Einwohner[5]
- 1910: 3 Häuser, 36 Einwohner[6]
- 1923: 2 Häuser, 32 Einwohner[7]
- 1934: 35 Einwohner[8]
- 1961: 1 Haus, 9 Einwohner[9]
- 2001: 2 Gebäude (davon 0 mit Hauptwohnsitz) mit 0 Wohnungen und 0 Haushalten; 0 Einwohner und 0 Nebenwohnsitzfälle; 0 Arbeitsstätten, 0 land- und forstwirtschaftliche Betriebe[10]
- 2011: 0 Gebäude, 0 Einwohner[11]